# Lyropteryx apollonia
Lyropteryx apollonia is een vlindersoort uit de familie van de prachtvlinders (Riodinidae), onderfamilie Riodininae.
Lyropteryx apollonia werd in 1851 beschreven door Westwood.